# Обозное (Луганская область)
Обозное (укр. Обозне) — село, относится к Славяносербскому району Луганской области Украины. Де факто — с 2014 года населённый пункт контролируется самопровозглашённой Луганской Народной Республикой.

## География
К западу, северу и востоку от села, по руслу Северского Донца, проходит линия разграничения сил в Донбассе (см. Второе минское соглашение). Соседние населённые пункты: сёла Христово на востоке, Паньковка на юго-востоке, сёла Приветное, Светлое, Стукалова Балка и город Луганск на юге, село Весёлая Гора на юго-западе.

## Население
Население по переписи 2001 года составляло 211 человек.

## Общие сведения
Почтовый индекс — 93731. Телефонный код — 6473. Занимает площадь 1,084 км². Код КОАТУУ — 4424581105.

## Местный совет
93730, Украина, Луганская обл., Славяносербский р-н, с. Весёлая Гора, ул. Калинина, 5